# جورج بيبارد
جورج بيبارد (بالإنجليزية: George Peppard) ‏(1 أكتوبر 1928 - 8 مايو 1994) هو ممثل أفلام وتلفاز أمريكي. اشتهر بدوره مع أودري هيبورن في فيلم «الإفطار عند تيفاني» (1961)، وقام بأداء دور مستوحى عن هاوارد هيوز في فيلم «المستفيدون» (1964).

## السيرة
ولد جورج بيبارد في ديترويت بولاية ميشيغان الأمريكية، كان والده جورج بيبارد الأب مقاول بناء ووالدته مغنية الأوبرا فيرنيل روهرير. تخرج من مدرسة ديربورن الثانوية في ديربورن بميشيغان.
التحق بيبارد بقوات مشاة بحرية الولايات المتحدة في صيف عام 1946، وترقى إلى رتبة عريف في الفوج العاشر. تسرح رسمياً من الخدمة في يناير 1948. درس خلال عامي 1948 و1949 الهندسة المدنية في جامعة بيردو وكان عضواً في مجموعة مسرحية. ثم انتقل إلى جامعة كارنيغي ميلون في مدينة بيتسبرغ بولاية بنسيلفانيا ليتخرج منها حاصلاً على شهادة جامعية عام 1955.
كان بيبارد إلى جانب عمله كممثل طياراً. فقد قضى جزءاً من شهر عسله عام 1966 وهو يتدرب على الطيران بطائرة ليرجيت في ويتشيتا بولاية كانساس.

## الجوائز
- جائزة المجلس الوطني للمراجعة لعام 1960 عن فئة أفضل ممثل مساعد في فيلم «منزل من التلة»
- ترشيح لجائزة بافتا عن فيلم «منزل من التلة»
- نجمة على ممر الشهرة في هوليوود (فئة صور متحركة، بولفار هوليوود 6675، لوس أنجلوس)

## روابط خارجية
- جورج بيبارد على موقع IMDb (الإنجليزية)
- جورج بيبارد على موقع الموسوعة البريطانية (الإنجليزية)
- جورج بيبارد على موقع روتن توميتوز (الإنجليزية)
- جورج بيبارد على موقع ألو سيني (الفرنسية)
- جورج بيبارد على موقع ميوزك برينز (الإنجليزية)
- جورج بيبارد على موقع تيرنر كلاسيك موفيز (الإنجليزية)
- جورج بيبارد على موقع أول موفي (الإنجليزية)
- جورج بيبارد على موقع قاعدة بيانات برودواي على الإنترنت (الإنجليزية)
- جورج بيبارد على موقع قاعدة بيانات الأفلام السويدية (السويدية)
- جورج بيبارد على موقع إن إن دي بي (الإنجليزية)